# トマス・ストートン (第14代ストートン男爵)
第14代ストートン男爵トマス・ストートン（英語: Thomas Stourton, 14th Baron Stourton、1667年6月14日洗礼 – 1744年3月24日）は、イングランド貴族。

## 生涯
第12代ストートン男爵ウィリアム・ストートン（1685年8月7日没）とエリザベス・プレストン（Elizabeth Preston、1688年4月没、初代準男爵サー・ジョン・プレストンの娘）の息子として生まれ、1667年6月14日に洗礼を受けた。
遠戚にあたるエリザベス・ストートン（Elizabeth Stourton、1749年6月19日埋葬、ジョン・ストートンの娘）と結婚した。
1720年10月6日に兄エドワードが死去すると、ストートン男爵の爵位を継承した。しかし、カトリックだったため貴族院議員にはなれなかったという。
1744年3月24日にウィルトシャーのボナム（Bonham）で死去、ストートンで埋葬された。弟チャールズ（1669年 – 1739年）の息子チャールズが爵位を継承した。